# Zalew Gzel

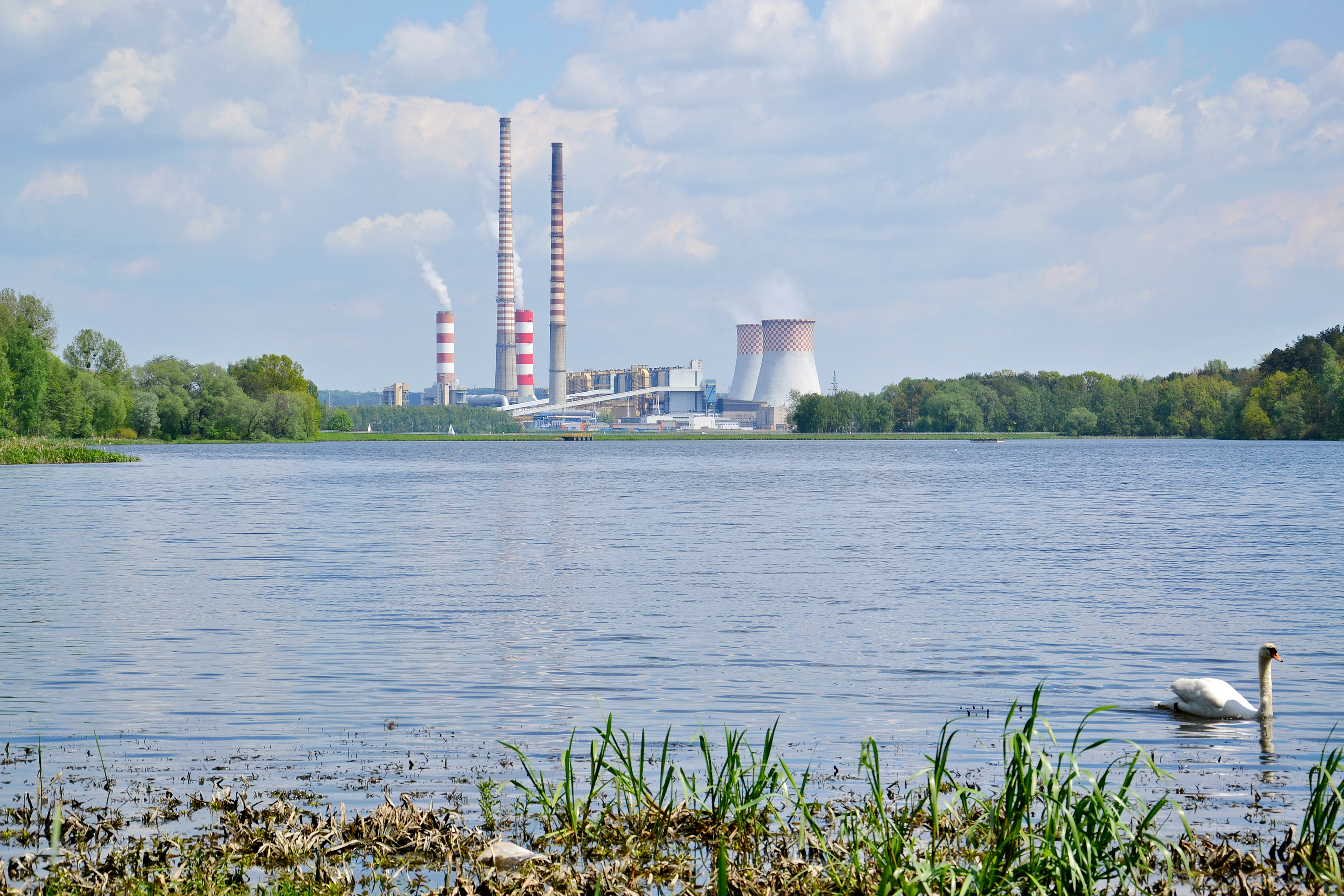
Zalew Gzel, jeden z trzech zalewów Zbiornika Rybnickiego

Zalew Gzel – zbiornik wodny położony w Rybniku w dzielnicy Chwałęcice, w części miasta Gzel.
Powstał w 1972 roku i jest częścią Jeziora Rybnickiego oddzielonego od niego boczną zaporą przez którą przebiega Droga wojewódzka nr 920. Występuje tutaj wiele chronionych gatunków. Od momentu powstania zbiornik jest sztucznie zarybiany. Swoją nazwę zalew wziął od potoku Gzel oraz stawów zlokalizowanych pomiędzy Chwałęcicami a Zebrzydowicami. Na akwenie odbywają się imprezy wędkarskie animowane przez koło Polskiego Związku Wędkarskiego 74 Niedobczyce.